# ویلیام آر. پورنل
ویلیام آر. پورنل (انگلیسی: William R. Purnell؛ زاده ۶ سپتامبر ۱۸۸۶ درگذشته ۵ مارس ۱۹۵۵) یک فرد نظامی بود.